# John Hewer
John Hewer (* 13. Januar 1922 in Leyton, Essex; † 16. März 2008 in Twickenham, Middlesex) war ein britischer Schauspieler und Werbe-Ikone (Käptn Iglo).

## Leben
Seine schauspielerische Karriere verbrachte er hauptsächlich an britischen Theatern (London’s Players Theatre, West End Theatre). Er trat in vielen Musicals auf, herausragend war hierbei seine Hauptrolle neben Julie Andrews in The Boy Friend am Broadway in den 1950er Jahren.
In Kino- und Fernsehrollen zwar nur selten zu sehen, war er jedoch zwischen 1967 und 1977 Gastgeber der Kanadischen Hauptabend-Varietéshow The Pig and Whistle. Weltweite Bekanntheit errang er durch die Darstellung der für Fischstäbchen werbenden Figur Käptn Iglo (im Original Captain Birdseye). Diese TV-Spots liefen mit Unterbrechungen zwischen 1967 und 1998, bis er durch einen jüngeren Schauspieler abgelöst wurde.